# Incudine
Incudine (lombardul: Incüzen) település Olaszországban, Lombardia régióban, Brescia megyében. Lakosainak száma 344 fő (2023. január 1.). Incudine Edolo, Monno és Vezza d’Oglio községekkel határos.

## Népesség
A település lakossága az elmúlt években az alábbi módon változott:
| Lakosok száma | 379  | 371  | 344  |
|               | 2017 | 2018 | 2023 |